# William H. H. Ross

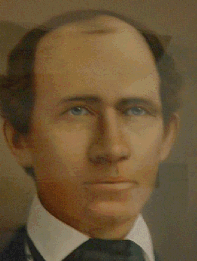

William Henry Harrison Ross (2 de junho de 1814 - 30 de junho de 1887) foi um político norte-americano que foi governador do estado do Delaware, no período de 1851 a 1855, pelo Partido Democrata.